# Aachener Dom (Rose)
Die Rosensorte ‘Aachener Dom’ (Synonym ‘Pink Panther’, ‘MEIcapinal’, ‘Panthère Rose’) ist eine lachsrosa gefärbte Teehybride, die von Marie-Louise Meilland 1981 in Frankreich als ‘Pink Panther’ eingeführt wurde. Gezüchtet wurde die Rose aus einer Kreuzung der pinkfarbenen Floribundarose ‘Coppelia'76’ (‘MEIgurami’) und der apricotfarbenen Teehybride ‘Romantica '76’ (‘MEInaregi’). Von 1982 bis 2004 wurde diese Rosensorte als ADR-Rose geführt.

## Ausbildung

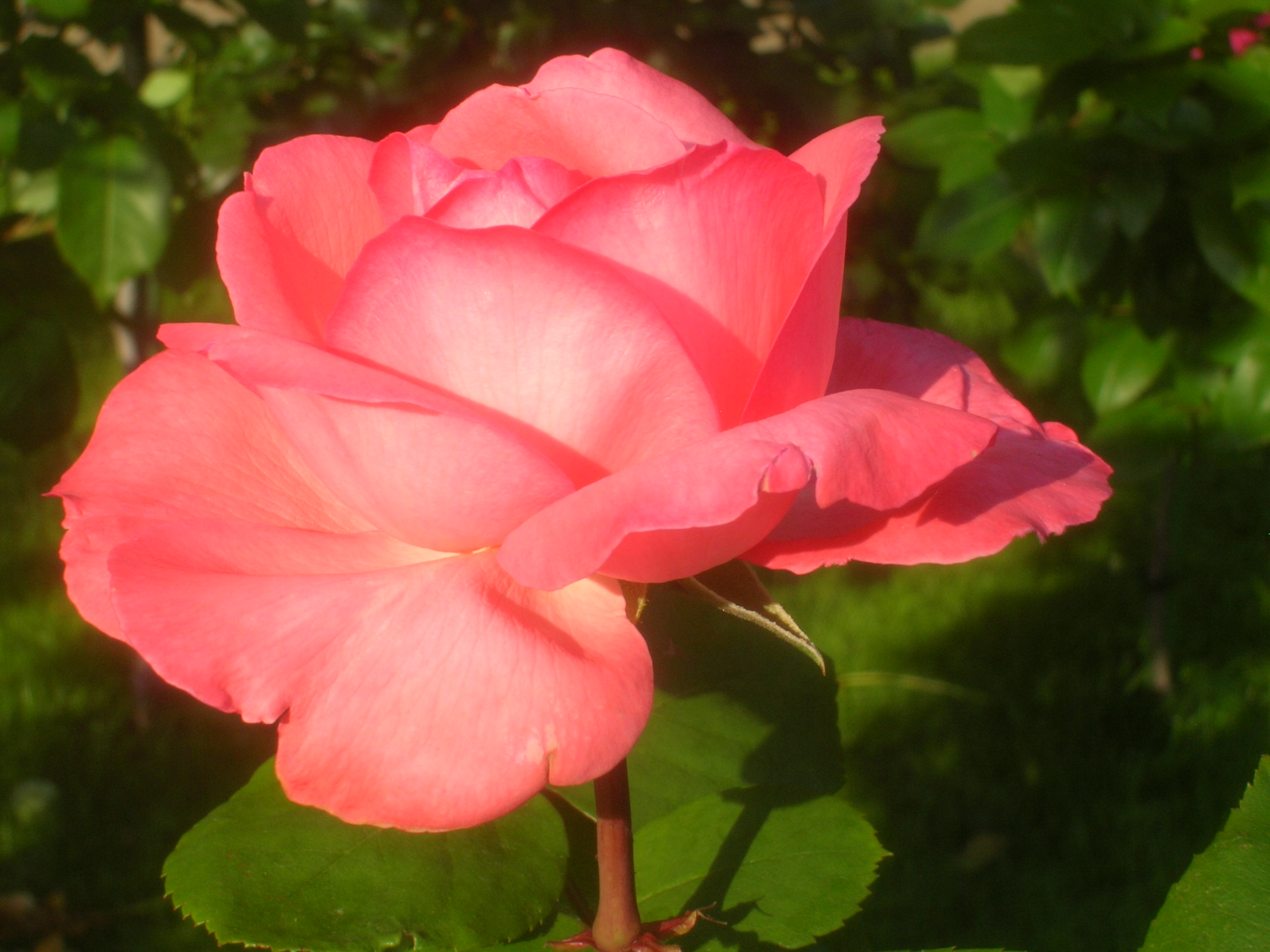
Die Rose ‘Aachener Dom’ im Volksgarten in Wien

Die buschig, hoch aufrecht wachsende, stark verzweigte Rose ‘Aachener Dom’ bildet einen kleinen, kompakten Strauch aus. Die Rosenpflanze wird etwa 60 bis 90 cm hoch und 40 cm breit.
Die einzeln, mitunter auch büschelartig angeordneten silbrig lachsrosa bis azaleenrosa gefärbten Blüten aus 26 bis 40 gebogenen Petalen zeichnen sich durch einen langanhaltenden, zarten fruchtigen Duft aus. In wärmeren Regionen ist die Blüte einheitlich durchgefärbt, während in kühleren Regionen die Blütenfarbe durch stärkere Farbkontraste ausgezeichnet ist und die Ränder rosarot gefärbt sind. Kurz vor dem Verblühen besitzen die Blüten ein pfingstrosenähnliches Aussehen. Die gefüllten Blüten sind 10 bis 12 cm groß und reagieren mitunter jedoch empfindlich auf Regen. Die Rose besitzt mittelgroß bis große, dunkelgrüne, robuste Blätter.
Die remontierende Rose ist winterhart (USDA-Klimazone 7b und wärmer), blüht anhaltend von Juni bis in den Herbst und ist resistent gegenüber den bekannten Rosenkrankheiten.
Die Rose eignet sich zur Bepflanzung von Blumenrabatten, Bauerngärten und Heckenbepfanzung. Die langstielige Edelrose ‘Aachener Dom’ findet auch Verwendung in der Floristik als Schnittblume.
Die Rosensorte wird in zahlreichen Rosarien der Welt gezeigt, unter anderem im Rosarium Uetersen, im Europa-Rosarium Sangerhausen, im Rosengarten Zweibrücken sowie im Garten auf der Südseite des Aachener Doms.

## Hybride
Die Rosensorte ‘Aachener Dom’ besitzt mehrere Hybride, unter anderem die hellgelbe Teehybride ‘Eternal Flame’ (Meilland 2007), die hellgelbe Teehybride ‘La Perla’ (Kordes 2006) oder die rosafarbene Teehybride ‘Line Renaud’, (Meilland 2006).

## Namensgebung

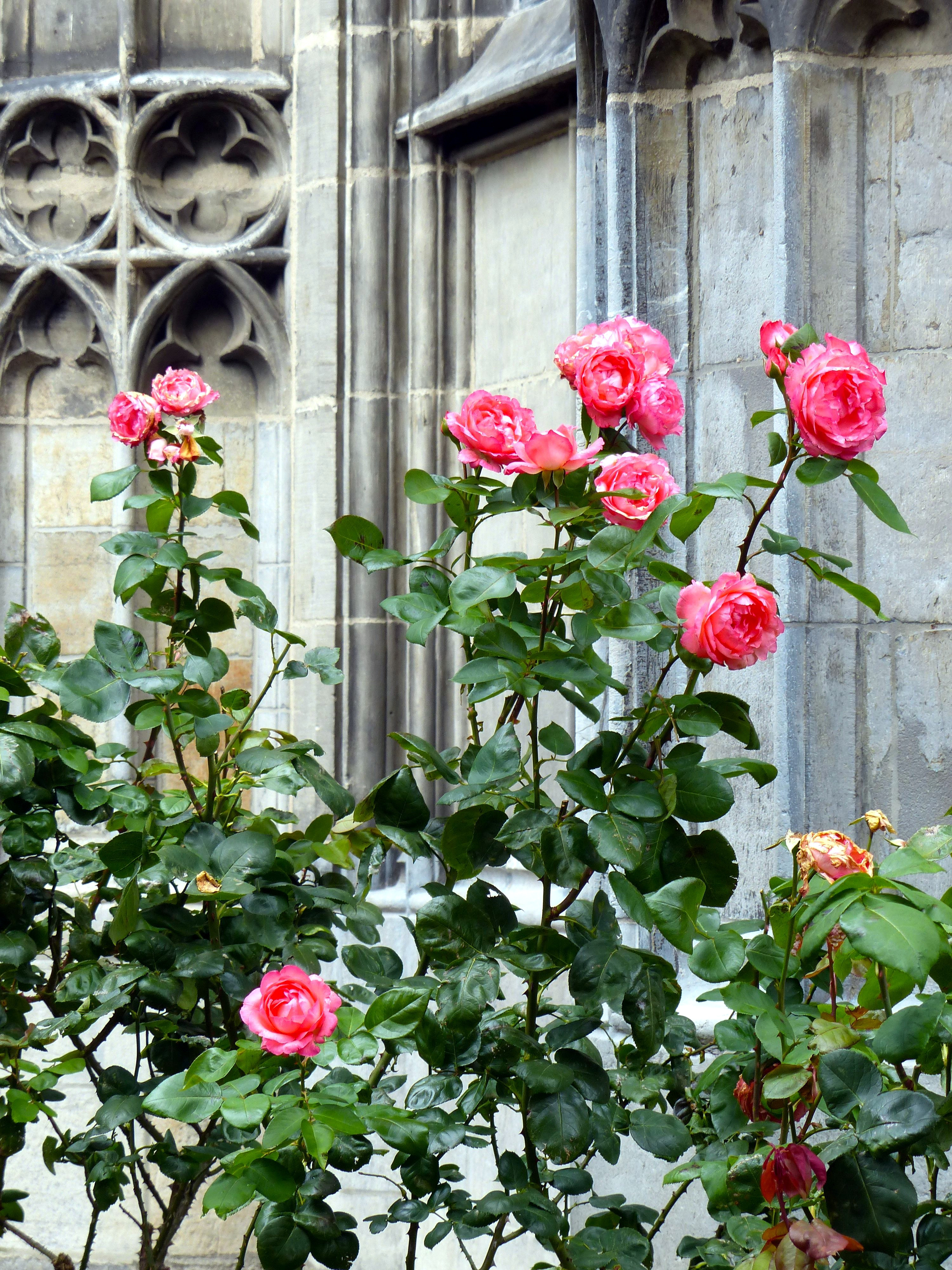
Die Rose ‘Aachener Dom’ vor der Anna-Kapelle des Aachener Münsters

Der Name ‘Aachener Dom’ geht auf die als UNESCO-Welterbe ausgezeichnete karolingische Münsterkirche in Aachen zurück. Damit ist diese Rosensorte die zweite nach ‘Gruß an Aachen’, die einen Bezug zu Aachen herstellt. Der von Marie-Louise Meilland eingeführte Sortenname ‘Pink Panther’ bzw. ‘Panthère Rose’ bezieht sich auf die Kriminalkomödie Der rosarote Panther.

## Auszeichnungen
- Monza Rose Trials, Silbermedaille (1981, 1983)
- The Hague Rose Trials, Goldmedaille (1981)
- Saverne Rose Trials, Silbermedaille (1981)
- La Roeulx Rose Trials, Silbermedaille (1981)
- Geneva Rose Trials, Silbermedaille (1981)
- Anerkannte Deutsche Rose (1982); Nach Änderung der Kriterien 2004 aberkannt
- Association des Journalistes du Jardin et de l’Horticulture: Prix de la Rose (1984)